# SmartDraw
SmartDraw là một công cụ đồ họa xây dựng biểu đồ được phát triển bởi SmartDraw.com. SmartDraw 
được sử dụng để xây dựng các giao diện đồ họa công việc như lưu đồ khối, biểu đồ tổ chức, biểu đồ
Gantt, timelines, kế hoạch nền hoặc những dạng biểu đồ khác.
SmartDraw hiện có các phiên bản hai lựa chọn công nghiệp xác định: SmartDraw Legal Edition(phiên 
bản SmartDraw hợp pháp) và SmartDraw Healthcare Edition.